# Гларусский диалект
Гларусский диалект (нем. Glarusdeutsch) — диалект немецкого языка, распространённый в восточном немецкоязычном швейцарском кантоне Гларус. Принадлежит к горной (южной) группе алеманнских диалектов Швейцарии.